# Klaaskuckuck
Der Klaaskuckuck (Chrysococcyx klaas), auch Klaas-Kuckuck, ist eine afrikanische Kuckucksart, die bevorzugt in locker bewaldeten Regionen vorkommt. Wie alle Kuckucke in der Gattung der Eigentlichen Goldkuckucke ist er ein obligater Brutschmarotzer, der seine Eier in die Nester von Wirtsvogelarten legt.
Aufgrund des großen Verbreitungsgebietes und der Häufigkeit der Art wird diese, obwohl keine Populationsgrößenschätzungen vorliegen, als nicht gefährdet angesehen.

## Merkmale
Der Klaaskuckuck zählt zu den kleineren Kuckucken. Er erreicht eine Körperlänge von bis zu 18 Zentimeter. Auf den Schnabel entfallen rund 1,6 Zentimeter, auf die Schwanzfeder zwischen 7 und 8 Zentimeter. Männchen wiegen durchschnittlich 25,6 Gramm, die Weibchen sind mit durchschnittlich 30,2 Gramm etwas schwerer.
Der Geschlechtsdimorphismus ist bei dieser Kuckucksart unterschiedlich stark ausgeprägt. Wie bei anderen Vertretern der Gattung Chrysococcyx ist das Gefieder der Männchen oberseits auffallend grün-glänzend. Das Brust- und Bauchgefieder ist dagegen weiß. Die Männchen haben hinter dem Auge häufig einen weißen Fleck, die Region von der Schnabelbasis bis zum Auge ist jedoch bei ihm grün. Die Iris ist dunkelbraun. Der Schnabel ist olivfarben bis blass grün.
Die Färbung des Weibchens variiert in Abhängigkeit vom Verbreitungsgebiet. Die Weibchen im Süden des Verbreitungsgebietes unterscheiden sich deutlich von den Männchen. Ihre Körperoberseite braun-grün glänzend gebändert. Die Körperunterseite ist cremefarben und hinter dem Auge haben sie einen cremefarbenen Fleck. Die Region zwischen der Schnabelbasis und dem Auge ist ebenso wie die Ohrdecken braun. Das Kinnfleck ist weißlich und geht über in eine cremefarbene Kehle und Vorderbrust. Die Brustseiten sind in individuell unterschiedlichem Maße braun oder braun gesperbert. Weibchen im nördlichen Teil des Verbreitungsgebietes weisen mehr Ähnlichkeit zu den Männchen auf. Ihr Gefieder auf der Körperoberseite ist stärker metallisch-grün überwaschen, die Körperunterseite ist weniger stark gesperbert. Unabhängig vom Verbreitungsgebiet ist die Iris beim Weibchen von einem hellen Grau, der Schnabel ist dunkler als beim Männchen und weist häufig eine dunkle Spitze auf. Jungvögel ähneln zunächst den Weibchen und haben haselnussbraune Augen.
Die Männchen des Klaaskuckuck können mit dem Goldkuckuck verwechselt werden, da beide Arten eine grün gefiederte Körperoberseite und eine weiße Körperunterseite haben. Der Goldkuckuck hat jedoch einen auffälligen weißen Überaugenstreif und generell am Kopf mehr Weißanteile. Die Körperseiten beim Goldkuckuck sind außerdem anders als beim Klaaskuckuck auffällig dunkelgrün gesperbert. Der auffällige weiße Überaugenstreif findet sich auch beim Weibchen.
Der typische Ruf des Klaaskuckuck ist ein pfeifendes, zweisilbiges dee-da, das in 3 bis vier Sekunden vier Mal vorgetragen wird. Gelegentlich ist auch ein einsilbiges dew zu hören.

## Verbreitung und Lebensraum

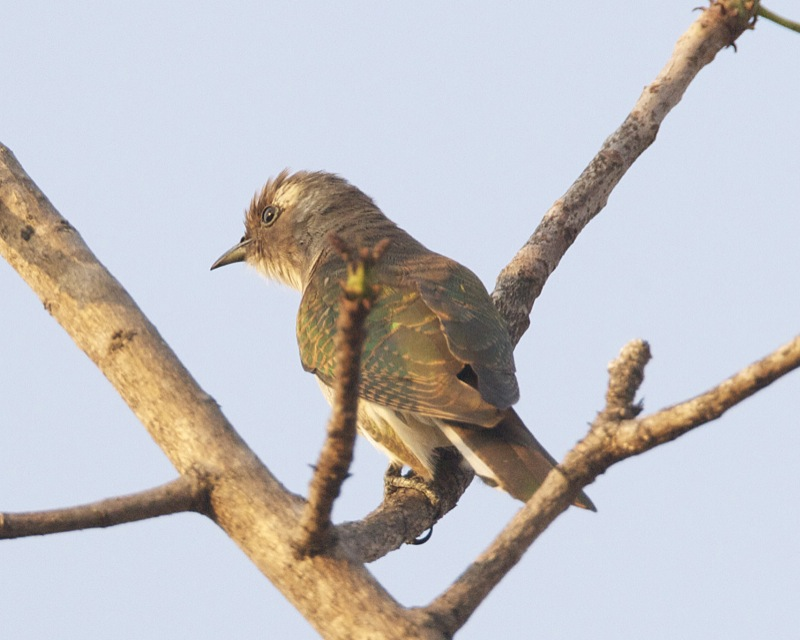
Klaaskuckuck

Der Klaaskuckuck ist ganzjährig in Zentralafrika, Mosambik, von der Westküste Afrikas in Guinea bis nach Äthiopien, sowie in der Kapregion Südafrikas zu finden. Während der Regenzeit brütet er auch in Namibia, im östlichen Südafrika sowie entlang der Sahelzone vom Senegal bis nach Eritrea, selten auch an der Westküste Saudi-Arabiens.
Klaaskuckucke leben in immergrünen Wäldern, Galeriewäldern und Trockenwäldern. Sie sind häufiger in offenen Savannenlandschaften zu finden, als ihr naher Verwandter, der Smaragdkuckuck, dagegen bevorzugen sie dichter bewaldete und luftfeuchtere Lebensräume als der Goldkuckuck. Sie sind vereinzelt bis in Höhenlagen von 3000 Meter anzutreffen, in Eritrea sind sie jedoch über 1220 Höhenmetern selten und ähnliches gilt für Ruanda über 2000 Höhenmetern. Sie sind in der Lage, sich an durch den Menschen überformte Lebensräume anzupassen und sind auch in Gärten und Parks im städtischen Raum anzutreffen. Attraktiv ist dieser Lebensraum für sie auch, weil Nektarvögel, die für sie wesentliche Wirtsvögel sind, hier viele Brutgelegenheiten findet.
Der Klaaskuckuck ist insbesondere in Westafrika seltener als der Goldkuckuck, in der Republik Südafrika ist allerdings der Klaaskuckuck häufiger anzutreffen.

## Lebensweise

### Nahrung
Die Nahrung besteht größtenteils aus Insekten, meist Raupen, die von Büschen und Bäumen gepickt werden. Es werden jedoch auch andere Insekten im Flug von einem Ansitz aus gefangen. Gelegentlich frisst der Klaaskuckuck auch Früchte. Wie bei vielen Kuckucken gehört auch beim Klaaskuckuck stark behaarte Raupen zum Nahrungsspektrum, die von anderen Vogelarten in der Regel gemieden werden. Sie fressen ähnlich wie der Goldkuckuck außerdem Schmetterlinge, die wegen ihres unangenehmen Geschmacks von anderen Vögeln nicht gefressen werden. Zum Nahrungsspektrum zählen auch Käferlarven.

### Fortpflanzung

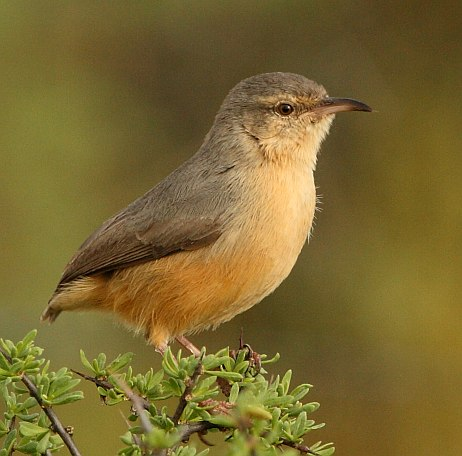
Langschnabelsylvetta, eine der Wirtsvogelarten des Klaaskuckucks

Klaaskuckucke sind Brutparasiten, ihre Wirtseltern sind u. a. Nektarvögel und Grasmückenartige, die in dem vom Klaaskuckuck besiedelten Lebensraum häufig sind. In verschiedenen Untersuchungen hat man einen Parasitierungsgrad von 2,6 Prozent der Nester des Langschnabelsylvietta, 8 Prozent des Rußnektarvogels und 7 Prozent des Piritbatis festgestellt. Klaaskuckucke parasitieren auch Webervögel, allerdings ist der Parasitierungsgrad durch Klaaskuckucke bei dieser Vogelfamilie auf Grund der unterschiedlichen Lebensraumanforderungen deutlich niedriger als durch den Goldkuckuck. Die Weibchen des Klaaskuckucks können in einer Brutsaison bis zu 24 Eier legen. Gewöhnlich legen sie drei bis vier Eier mit einem Abstand von jeweils einem Tag, bevor sie eine Legepause einlegen. In der Regel legen sie ihr Ei in das Wirtsvogelnest nachdem dieser mit seinem Gelege begonnen hat. Es gibt keine Eimimikry wie sich dies bei vielen brutschmarotzenden Kuckucken findet. Die Eier sind grundsätzlich jedoch sehr variabel gefärbt: Sie sind weiß bis blassblau und sind entweder ohne jegliche Markierungen oder gelegentlich dicht rötlich-braun oder violettgrau gesprenkelt.
Bei der Eiablage entfernt das Weibchen gewöhnlich ein Ei aus dem Gelege des Wirtsvogels. Dieses entfernte Ei wird gelegentlich auch von den Weibchen gefressen. Wie bei anderen Arten der Gattung Chrysococcyx werden Jungvögel teilweise von männlichen Klaaskuckucken zusätzlich gefüttert. Gründe für die Brutpflege sind nicht bekannt. N. B. Davies hält es für möglich, dass dieses Verhalten ein fehlgeleitetes Balzverhalten des Klaasmännchen ist. Balzende Männchen des Klaaskuckucks bieten dem umworbenen Weibchen Raupen als Futter an.
Die Nestlinge des Klaaskuckucks schlüpfen nach 11 bis 12 Tagen, ein deutlich kürzerer Zeitraum als bei den Wirtsvogelarten. Die Nestlinge beginnen ab ihrem vierten Lebenstag andere Nestlinge und Eier des Wirtsvogels aus dem Nest zu werfen. Der Nestling ist zu diesem Zeitpunkt noch blind, seine Augen öffnen sich erst ab dem sechsten Tag. Er verbringt zwischen 19 und 21 Tagen im Nest und wird von den Wirtsvogeleltern außerhalb des Nestes noch zwischen zwei und drei Wochen gefüttert.

## Trivia
Der deutsche Name und das Artepitheton ehren den Khoikhoi-Diener Klaas des französischen Naturforschers und Zoologen François Levaillant, der den Vogel 1784 fand.